# Касъл Дейл
Касъл Дейл (на английски: Castle Dale) е град в окръг Емъри, щата Юта, САЩ. Касъл Дейл е с население от 1657 жители (2000) и обща площ от 4,8 km². Намира се на 1730 m надморска височина. ЗИП кодът му е 84513, а телефонният му код е 435.